# Tom Brewster
Tom Brewster (n. 10 aprilie 1974, St Andrews⁠(d), Scoția, Regatul Unit) este un jucător de curl ce a reprezentat Scoția, medaliat olimpic. A participat la o ediție a Jocurilor Olimpice (2014) în care a câștigat o medalie de argint.

## Participări
Lista de mai jos prezintă principalele competiții la care a participat Tom Brewster de-a lungul carierei.
- curling at the 2014 Winter Olympics – men's tournament[*]